# Russ (raper)
Russ, właściwie Russell Vitale (ur. 26 września 1992 r.) – amerykański raper i producent muzyczny.
Jego początkową inspiracją byli: Eminem, 50 Cent i  G-Unit.
Produkował bity około 6 lat zanim zaczął nagrywać swój rap.

## Dyskografia

### Albumy studyjne
- There's Really a Wolf (2017)[6]
- ZOO (2018)

### Mixtape'y
- Velvet (2011)
- Apollo 13 (2012)
- Vacation (2012)
- Straight From Limbo (2013)
- The Edge (2013)
- Color Blind (2013)
- Pink Elephant (2014)
- Brain Dead (2014)
- Silence (2014)
- How to Rob (2014)